# Fritz Lederer

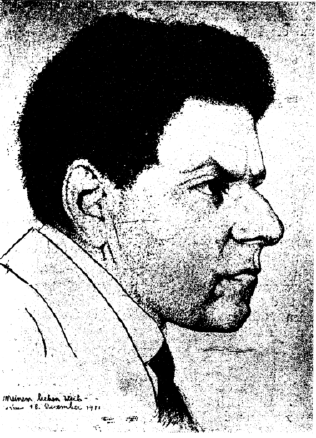
Selbstbildnis in Ost und West (1912)

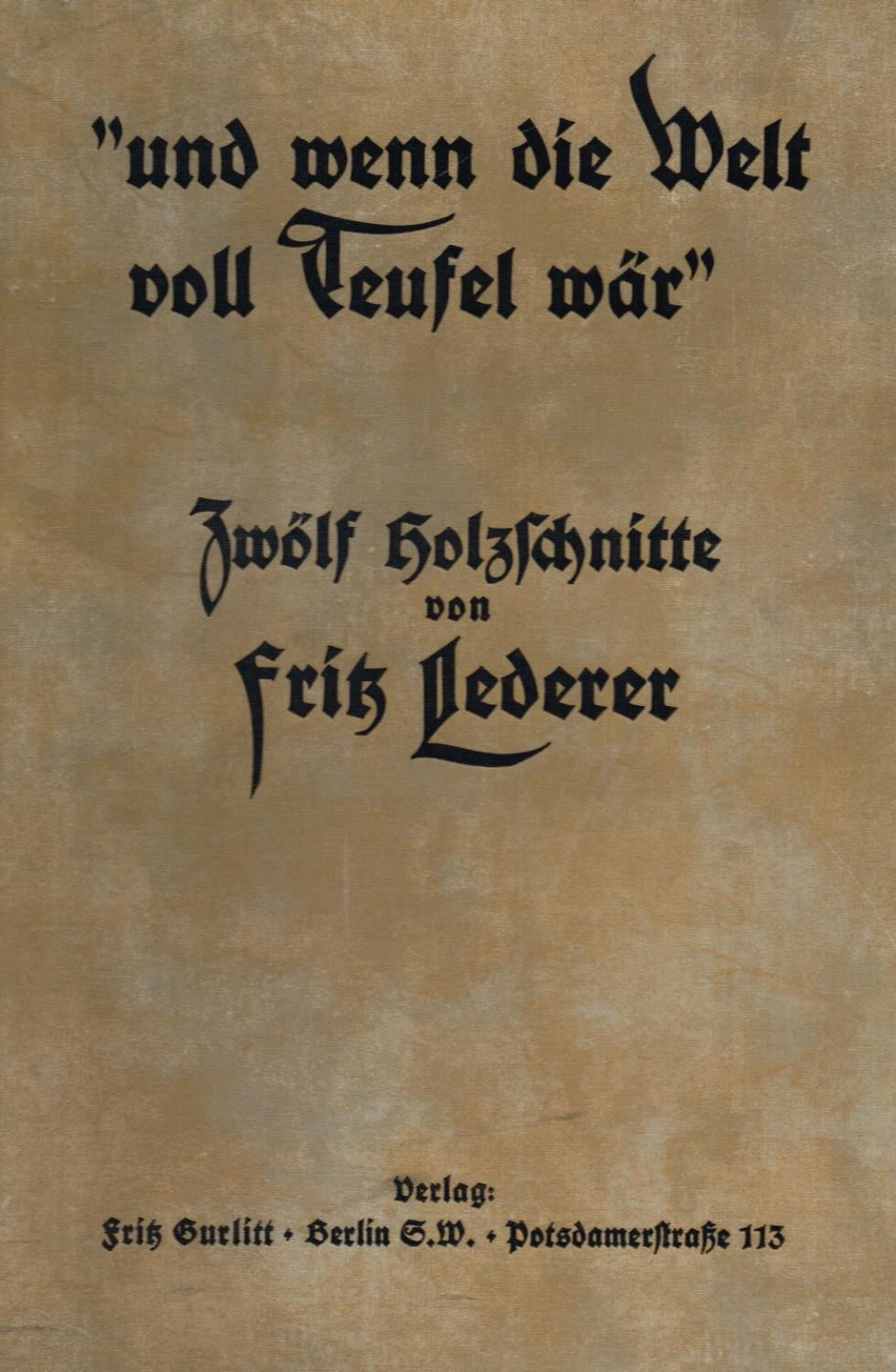
und wenn die Welt (um 1916)

Fritz Lederer (geboren 22. April 1878 in Königsberg an der Eger, Österreich-Ungarn; gestorben 19. Mai 1949 in Cheb, Tschechoslowakei) war ein Landschaftsmaler, Radierer und Holzschneider aus einer jüdischen Familie, die sich in Kynšperk nad Ohří niederließ.

## Leben
Fritz Lederer war in seiner Jugend im väterlichen Geschäft tätig, erhielt aber die Erlaubnis, zur Malerei zu wechseln. Er besuchte die Kunstakademie in Weimar und war dort Schüler von Theodor Hafen und Ludwig von Hofmann. Schriftverkehr mit und Zeugnisse von der Großherzoglichen Sächsischen Kunstschule Weimar sind noch vorhanden. Es schloss sich ein Studium in Paris an.
Seit 1908 lebte Lederer in Berlin und hatte ein Atelier in Halensee. Er beteiligte sich in diesem Jahr an der Kunstschau in Wien mit einem Bild „Straße in Königsberg“. Am 13. März 1909 schrieb er wegen der Aufnahme in den Künstlerbund an Max Liebermann und bat um Vergünstigung für eine vierwöchige Studienreise, die ihn dann nach Florenz führte. Dort lernte er Vittoria Zannoni kennen.
Das Ergebnis ist eine „Italienische Mappe“ in Aquatinta-Technik. Am 1. Mai 1909 nahm er an der Graphischen Ausstellung des Deutschen Künstlerbundes in der Galerie Arnold, Dresden, teil. Am 15. Dezember 1910 heiratete er Valerie Zais, eine Enkelin des Wiesbadener Arztes Wilhelm Zais. Sie lebten später getrennt, wurden aber nie geschieden. Dieser Umstand und dass Valerie Zais in der Schweiz lebte, mögen das Überleben Fritz Lederers gesichert haben.
Um 1912 lebte Fritz Lederer in der Joachim-Friedrich-Straße 38/39, heute 39/40. Als Porträtist schuf er Bildnisse von Schauspielern wie Paul Wegener als Jago, Alexander Moissi als Oswald, Friedrich Kayssler, Lucie Höflich, Emanuel Reicher, Alexander Girardi, Ludwig Ganghofer und nicht zuletzt seiner Frau. Während seiner Berliner Zeit verkehrte er im Café des Westens unter Künstlern und Intellektuellen. Else Lasker-Schüler verfasste ein Gedicht über ihn und erwähnte ihn und seine Frau in den „Briefen nach Norwegen“. Auch nach dem Ersten Weltkrieg wohnte er wieder in Berlin und radierte 1919 Die Krone des Malik für Else Lasker-Schülers Malik.
Er ist an vielen namhaften Ausstellungen beteiligt, beispielhaft seien erwähnt 1910 Berliner Secession XXI Ausstellung, 1913 Galerie Commeter in Hamburg, 1913 Ausstellung des Künstlerbundes in Mannheim sowie Große Kunstausstellung in Stuttgart, 1929 Okt. – Nov. ,
Preußische Akademie der Künste etc.
1914 beteiligte er sich an der Ersten Ausstellung der Freien Secession Berlin mit vielen bekannten deutschen und internationalen Künstlern.
Nachdem die Ausstellungsleitung der Berliner Secession 1910 die Werke der meisten jüngeren Künstler zurückgewiesen hatte, organisierten Heinrich Richter-Berlin, Moritz Nelzer, Fritz Lederer, Max Pechstein, César Klein und 20 andere mit Georg Tappert als treibender Kraft die Neue Secession. Die Gründungserklärung der „Neuen Secession“ vom 21. April 1910 ist abgebildet im Buch von Gerhard Wietek. Außerdem gab es eine Ausstellung des Vereins der deutschen bildenden Künstler in Böhmen, die in den Räumen des Sächsischen Kunstvereins in Dresden stattfand. In den Kleinen Kunstnachrichten wurde berichtet: „Die Graphik ist erstklassig, darunter besonders Fritz Lederer, Max Pollack, Alfred Kubin…“ Bei Commeter in Hamburg stellt auch 1910 der Deutsche Künstlerbund aus, dem Lederer seit 1903 angehört. Diese Ausstellung findet auch international Beachtung und Fritz Lederer ist mit zwei Bildern vertreten.
Im Herbst 1914 wurde Lederer in das Österreichische Heer einberufen und kam an die polnisch-russische Front. 1915 lag er im Lazarett in Krakau. Es entstand die Landschaftsmappe Mit den Egerländern in Russisch-Polen. In den Kriegsjahren folgten Linolschnitte Und wenn die Welt voll Teufel wär und die Kaltnadelradierungen Frühling im Riesengebirge. Im November 1916 schreibt Lovis Corinth an Hermann Struck „Ebenso habe ich Ihr Protektionskind den anderen [Fritz] Lederer zum Mitglied [der Berliner Secession] vorschlagen lassen.“ Kurz vor Kriegsende wurde er an der italienischen Front schwer am Kopf verwundet. „Im Wiener Museum hat er Bruegels Winterlandschaft vor dem Original radiert und in monatelanger Arbeit eine graphische Leistung vollbracht. Die 55X73 cm große in Vernis Mou mit Rouletteschraffierung ausgeführte Radierung gibt den Zweiklang des Schnees und des blaugrünen Eises lebendig wieder.“ In den 1920er Jahren war Lederer wieder in Berlin, diesmal in Charlottenburg, Bismarckstr. 12. Er war bei vielen Filmen von 1920 bis 1924 als Filmarchitekt tätig.
Fritz Lederer beteiligte sich an mehreren Ausstellungen, bis er 1938 nach Prag emigrierte, wo er seine letzten  Aquarelle malte.
Am 18. August 1944 wurde er mit dem Transport F23 nach dem Ghetto Theresienstadt verbracht. Er überlebte dies dank seiner Frau im schweizerischen Exil.
1946 erschien als erste Veröffentlichung der Kynsperg Press in einer Auflage von fünfzig Stück eine Serie von 24 Blättern unter dem Titel „The Eruw of Theresienstadt“ (Der Eruv von Theresienstadt). In den letzten Lebensjahren war Lederer infolge des grünen Stars am Schaffen gehindert. Er starb nach einer Operation am 19. Mai 1949 in Cheb. Er wurde am 23. Mai 1949 auf dem jüdischen Friedhof in Kynšperk nad Ohří beerdigt; es war die letzte Beerdigung auf diesem Friedhof.
Werke Fritz Lederers finden sich u. a. in der Sammlung Gerhard Schneiders.

## Ausstellungen
posthum
- 2004: Egerer Bibliothek, Cheb[27]
- 2008: Kynšperk nad Ohří[28]
- 2010: „Mit dem Zeichenstift gegen das Vergessen.“ Die Holocaust-Künstler Fritz Lederer (1878–1949) und Leo Haas (1901–1983). Museum bei der Kaiserpfalz Ingelheim.[29]
- Kultur gegen den Tod, Dauerausstellung der Gedenkstätte Theresienstadt in der ehemaligen Magdeburger Kaserne, Verlag Oswald, 2002